# Krzysztof Świętochowski

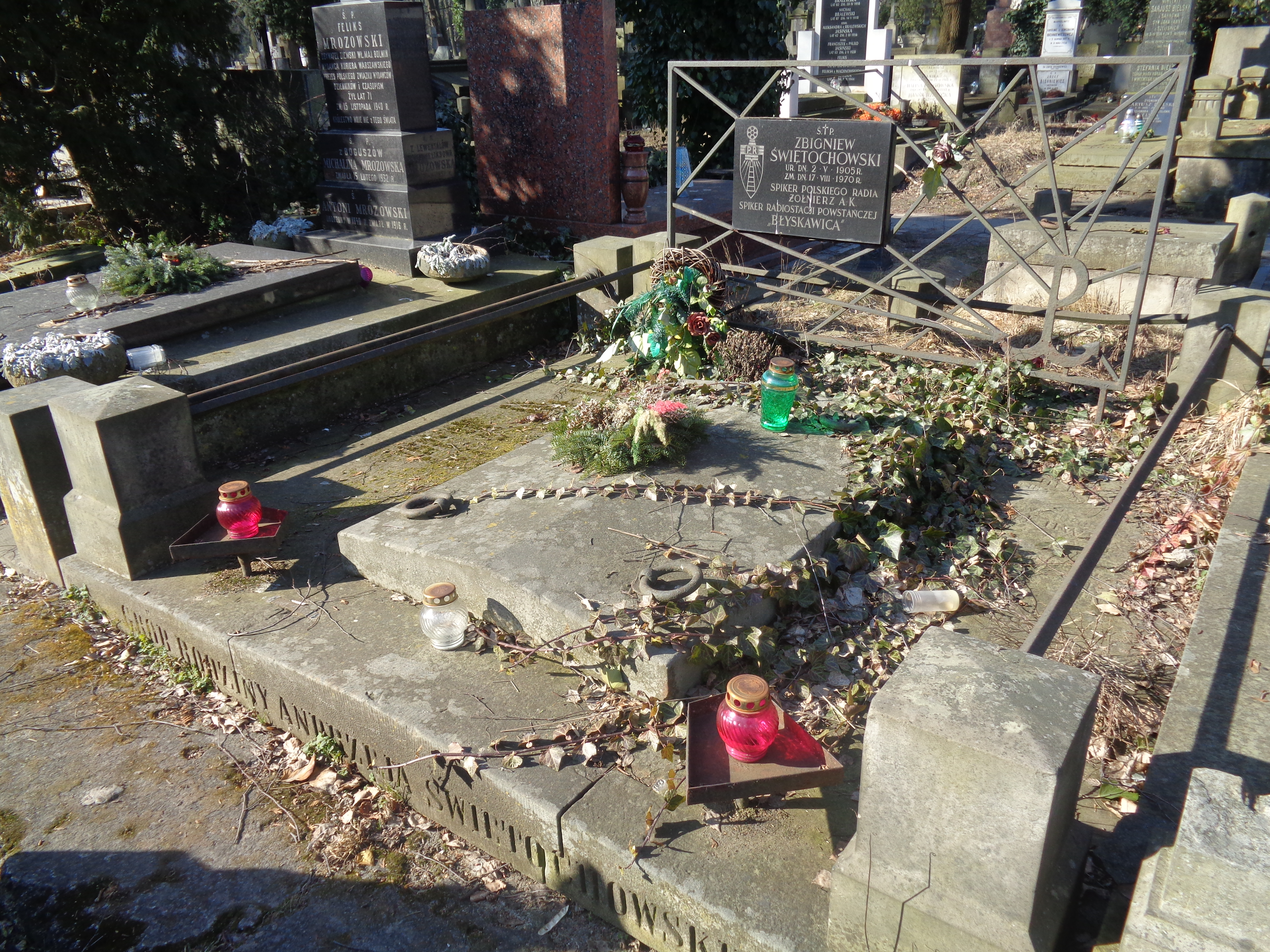
Nagrobek Krzysztofa Świętochowskiego na Cmentarzu Powązkowskim

Krzysztof Świętochowski (ur. 6 listopada 1938 w Warszawie, zm. 25 grudnia 1992) – polski aktor (m.in. STS-u i Teatru Rozmaitości), spiker i lektor Polskiego Radia oraz Polskiej Kroniki Filmowej. Często użyczał swego głosu w dubbingu.

## Życiorys
Syn spikera Polskiego Radia i powstańczej radiostacji Błyskawica, Zbigniewa Świętochowskiego oraz spikerki i lektorki Polskiego Radia Stefanii Świętochowskiej.
Po maturze Świętochowski rozpoczął studia na wydziale prawa na Uniwersytecie Warszawskim, które porzucił na rzecz filozofii na tym uniwersytecie. Równocześnie rozpoczynał pracę w Polskim Radiu jako lektor. Również w czasie studiów rozpoczynał karierę aktorską w warszawskim klubie Stodoła, w którym odgrywał rolę króla Ubu. W Studenckim Teatrze Satyryków zaczął grać na początku lat 60. XX wieku. Po raz pierwszy w STS zagrał w spektaklu Mnie nie jest wszystko jedno w roku 1964, jednak wcześniej w zastępstwie grał w sztuce Widowisko o Rudolfie Hoessie – wrogu ludzkości.
W latach 70. grał w Teatrze Rozmaitości, którego ekipa została połączona z STS. Jednocześnie od roku 1970 przez dwa lata był lektorem polskiej redakcji Radia Moskwa. W pierwszej połowie kolejnej dekady był zatrudniany w teatrach: Ateneum, Teatrze Ziemi Pomorskiej w Grudziądzu, Lubuskim Teatrze im. Leona Kruczkowskiego w Zielonej Górze. Był z nich zwalniany z powodu choroby alkoholowej. Był lektorem Polskiej Kroniki Filmowej w latach 1966–1981.
Został pochowany na cmentarzu Powązkowskim (kwatera R-5-16/17).

## Filmografia
- Podziemny front (1965) jako żołnierz AL (odc. 5 i 6)
- 150 lat później (1966) jako lektor (głos)
- Dziadek do orzechów (1967) jako szklarz
- Przygody psa Cywila (1970) jako zbiegły więzień (odc. 5)
- Trzeba zabić tę miłość (1972) jako mężczyzna wsiadający do taksówki
- Leon Wójcikowski (1973) jako lektor (głos)
- 1 maja (1974) jako lektor (głos)
- Kobieta (1975) jako lektor (głos)
- Dyrektorzy (1975) jako robotnik
- Brunet wieczorową porą (1976) jako pracownik sklepu przeprowadzający remanent
- Akcja pod Arsenałem (1977) jako handlarz
- Co mi zrobisz jak mnie złapiesz (1978) jako listonosz romansujący z gosposią Krzakoskich
- Sekret Enigmy (1979) jako członek zespołu polskich kryptologów
- Chłopiec (1980) jako członek komisji egzaminacyjnej
- Miś (1981) jako aktor w teatrze
- Najdłuższa wojna nowoczesnej Europy (1981) jako kupiec w piwiarni
- Białe tango (1981) jako kolega aktora (odc. 2)
- Popielec (1982) jako Krygowski
- 07 zgłoś się odc. 10 Grobowiec rodziny von Rausch jako grabarz Piotrowski
- 6 milionów sekund (1983) jako przewodnik Wycieczki (odc. 11)
- Pan na Żuławach (1984) jako pompiarz Urbańczyk
- I skrzypce przestały grać  (1988) jako Franko